# Geothlypis poliocephala
Mariquita-de-coroa-cinzenta ou mariquita-de-bico-grosso (Geothlypis poliocephala) é uma espécie de ave da família Parulidae.
Pode ser encontrada nos seguintes países: Belize, Costa Rica, El Salvador, Guatemala, Honduras, México, Nicarágua, Panamá e Estados Unidos da América.
Os seus habitats naturais são: matagal húmido tropical ou subtropical e florestas secundárias altamente degradadas.